# Schloss Sonnberg

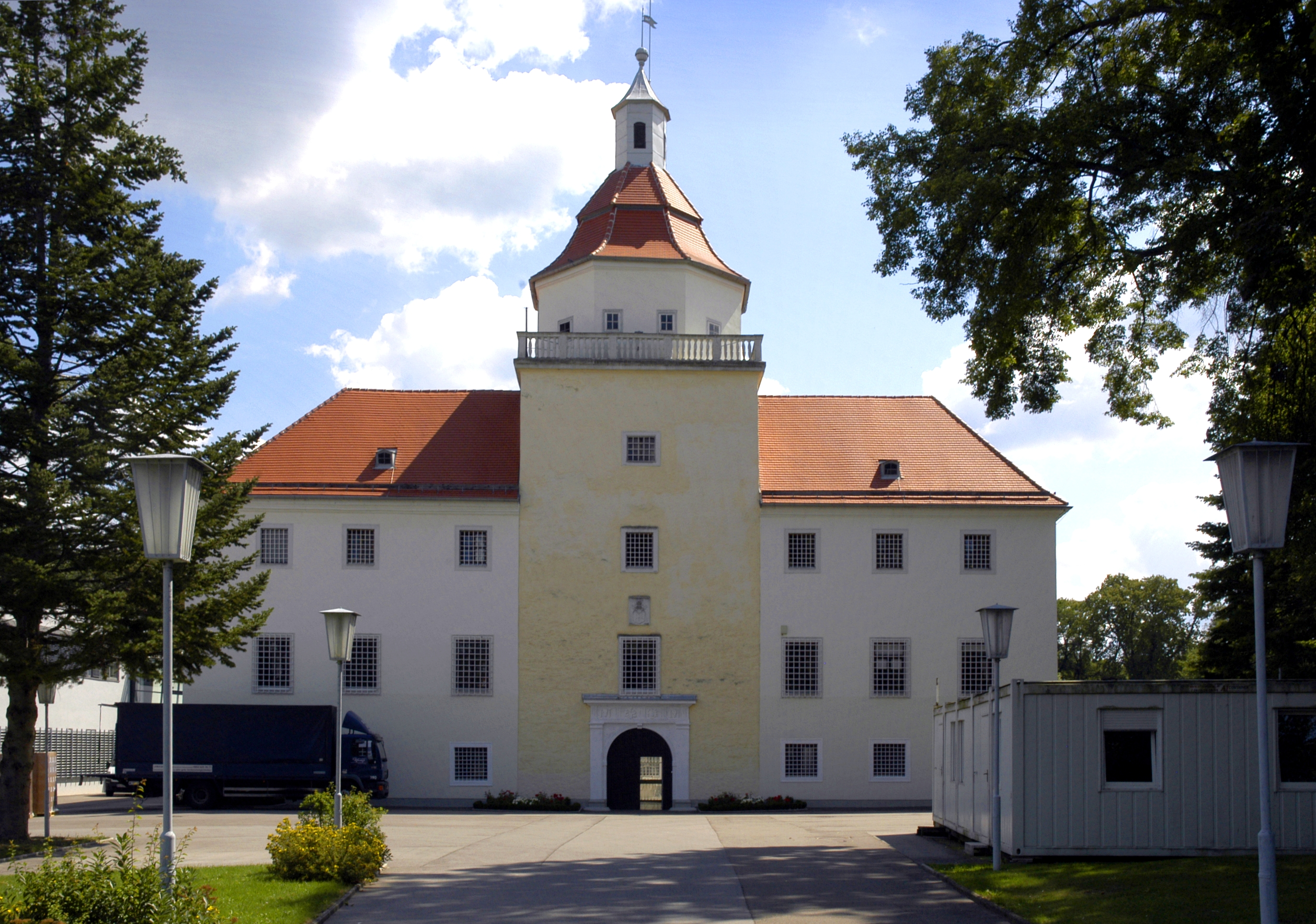
Westfassade des Schlosses

Das ehemalige Schloss Sonnberg – ein vierseitiges, einheitliches Wasserschloss der Spätrenaissance – liegt südwestlich des Ortes Sonnberg, im westlichen Weinviertel in Niederösterreich, in einer Niederung des Göllersbaches.
Das Gebäude steht per Bescheid des Bundesdenkmalamtes unter Denkmalschutz (Listeneintrag) und wird als Verwaltungsgebäude der Strafvollzugsanstalt Sonnberg genutzt.

## Geschichte

### Bis 1596
Im Jahre 1177 wird erstmals eine Burg Sunnenberg urkundlich erwähnt, die sich etwas oberhalb der heutigen Anlage befand. Seit 1066 ist in der Gegend der Name einer Familie nachweisbar, die sich nach diesem Sitz nannte. Zum Zeitpunkt der erstmaligen urkundlichen Erwähnung der Burg wird ein Liutwin de Sunnberg genannt. Er war Lehensträger der Markgrafen von Cham-Vohburg, die diesen Teil des Weinviertels kolonisierten. Die Burg stammte aus dem 11. Jahrhundert und war Glied einer Verteidigungskette entlang des Göllersbaches. Ihre Aufgabe war es, die Handelsstraße nach Böhmen und Mähren zu sichern. Im Jahre 1231 wurde die Burg durch Herzog Friedrich II. während der Auseinandersetzungen mit den Kuenringern zerstört, weil die Sonnberger die Kuenringer unterstützt hatten, mit denen sie verwandt waren.

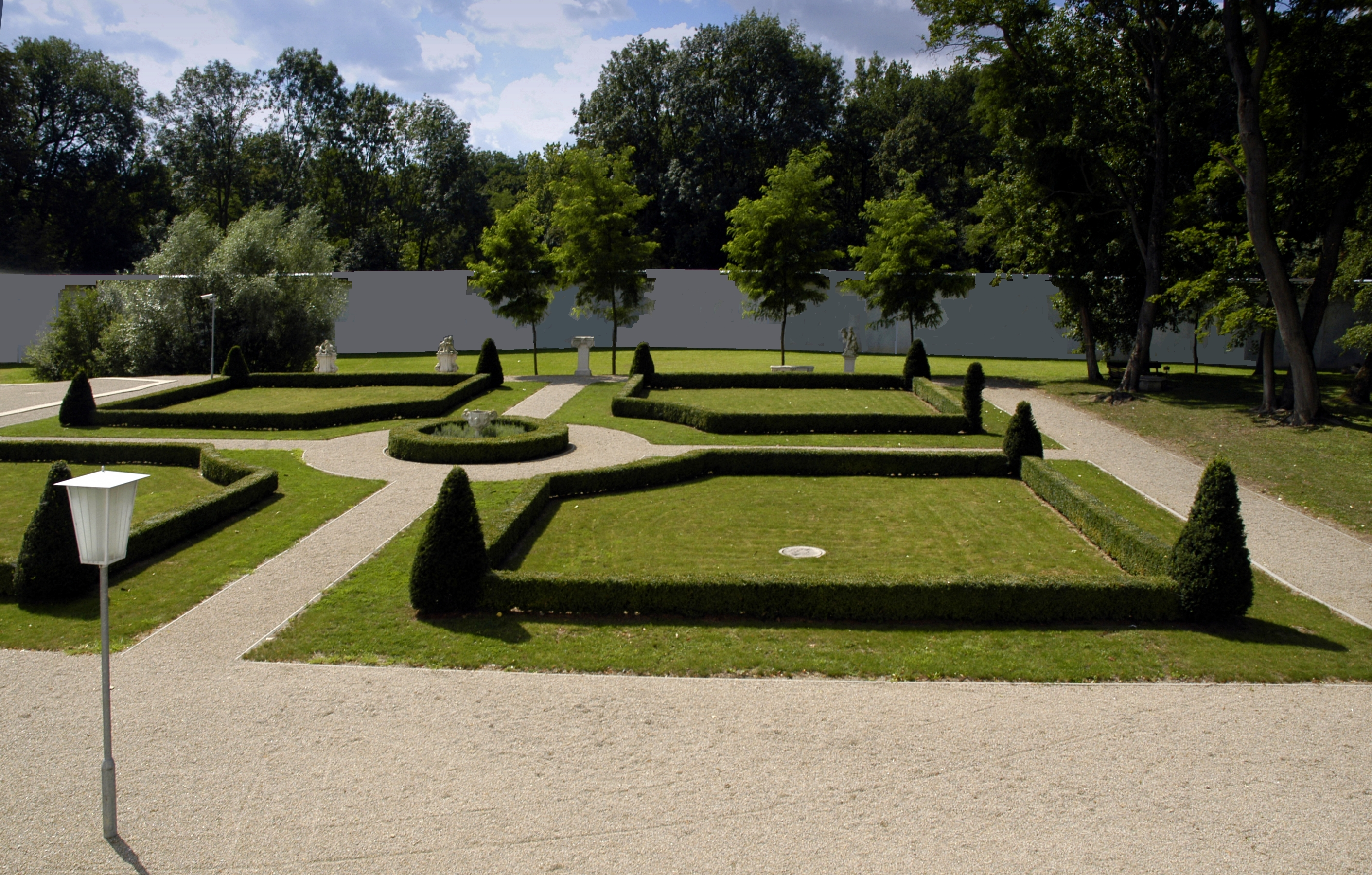
Barockgarten an der Südseite des Schlosses (retuschierte Aufnahme/Sicherungseinrichtungen unkenntlich gemacht)

Nach Ende der Kampfhandlungen errichteten die Sonnberger am Ufer des Göllersbaches eine Wasserburg und bauten in den folgenden Jahren eine große Grundherrschaft mit Gütern in der Umgebung und Besitzungen in Asparn an der Zaya und Schauenstein am Kamp auf. Das Geschlecht der Sonnberger war im späten 13. Jahrhundert so mächtig geworden, dass es Herzog Albrecht in der Güssinger Fehde mit 70 Gewappneten unterstützen konnte.
In den folgenden Jahren gerieten die Sonnberger in wirtschaftliche Schwierigkeiten und die wohlhabenden Tursen von Rauheneck kauften systematisch die Güter der Sonnberger auf, verkauften jedoch im Jahre 1377 die halbe Herrschaft und im Jahre 1386 die zweite Hälfte an Kadolt den Älteren von Eckartsau. Das Geschlecht der Sonnberger starb im Jahre 1400 mit dem Tode von Vivianz, dem letzten Sonnberger, aus.
In den nächsten 200 Jahren wechselte die Herrschaft mehrmals den Besitzer. Letzter Eckartsauer war Jörg von Eckartsau, von dem der Besitz nach einer vorübergehenden Teilung an einen seiner Schwiegersöhne, Christoph von Rohr, überging. Da auch er ohne Erben im Jahre 1516 verstarb, gelangte die Herrschaft über Christoph Freiherr von Ludmannsdorf im Jahre 1523 an den Schlossherrn von Judenau, Hans Wolfgang Matsebner.
Im Jahre 1559 übernahm nach dem Tod von Matsebner Christoph von Rueber die abgewirtschaftete Herrschaft und verbesserte in den folgenden Jahren die finanzielle Lage deutlich. Er erweiterte die Burg und stattete sie neu aus. Nach einer Testamentsanfechtung und mehreren Gerichtsurteilen nach entsprechenden Berufungen wurde der Besitz schließlich im Jahre 1565 den Brüdern Wolf Georg und Hans von Gilleis zugesprochen, die weiteren Erben wurden bis zum Jahre 1574 ausbezahlt.
Wolf Georg von Gilleis wurde im Jahre 1579 zum Freiherrn ernannt und diente Kaiser Rudolf II. als Obersthofmarschall.

### Ab 1596

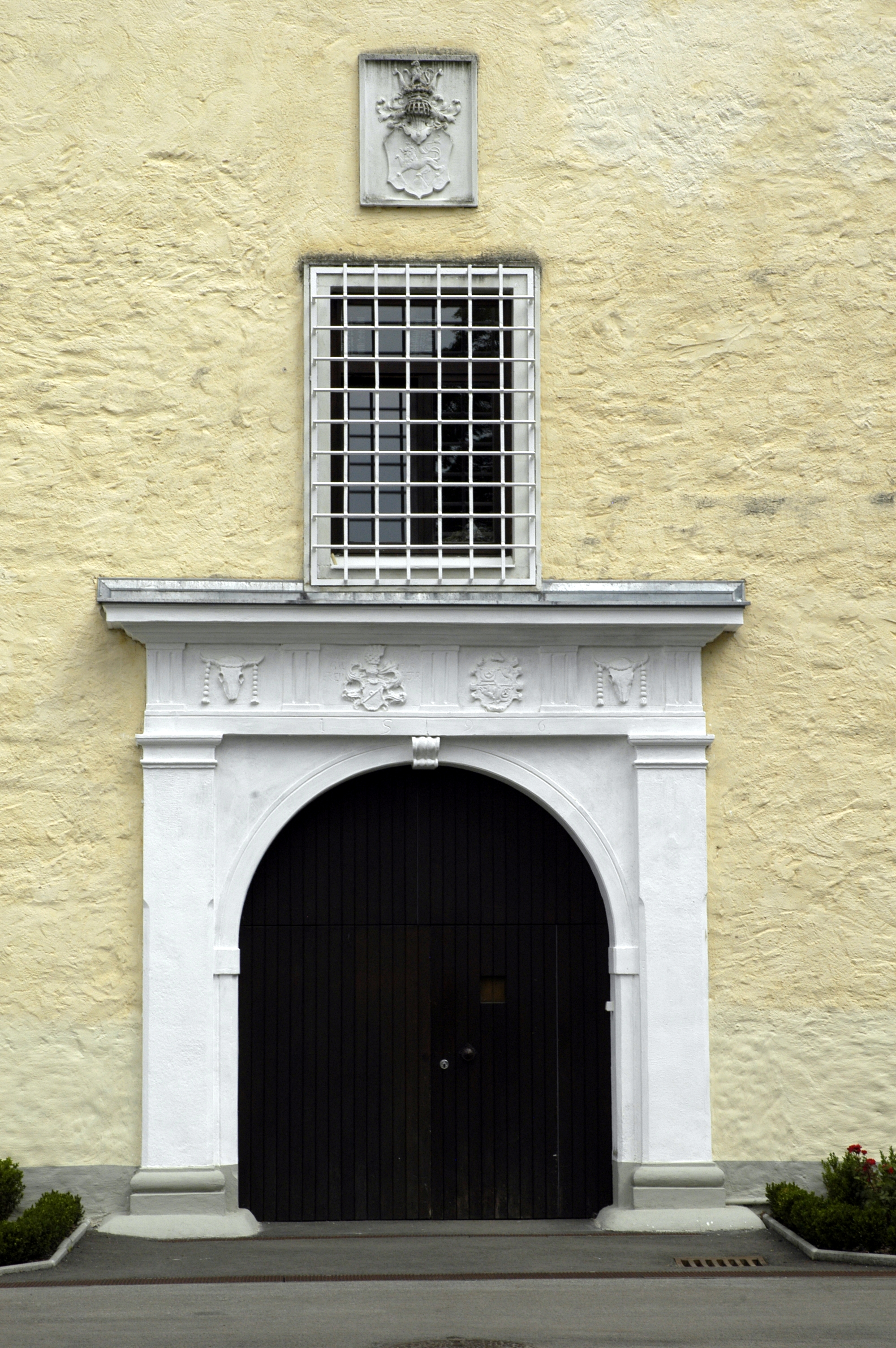
Westportal mit Wappen der Gilleis im Fries und Bezeichnung mit „1596“, darüber Wappenkartusche „Schönborn“

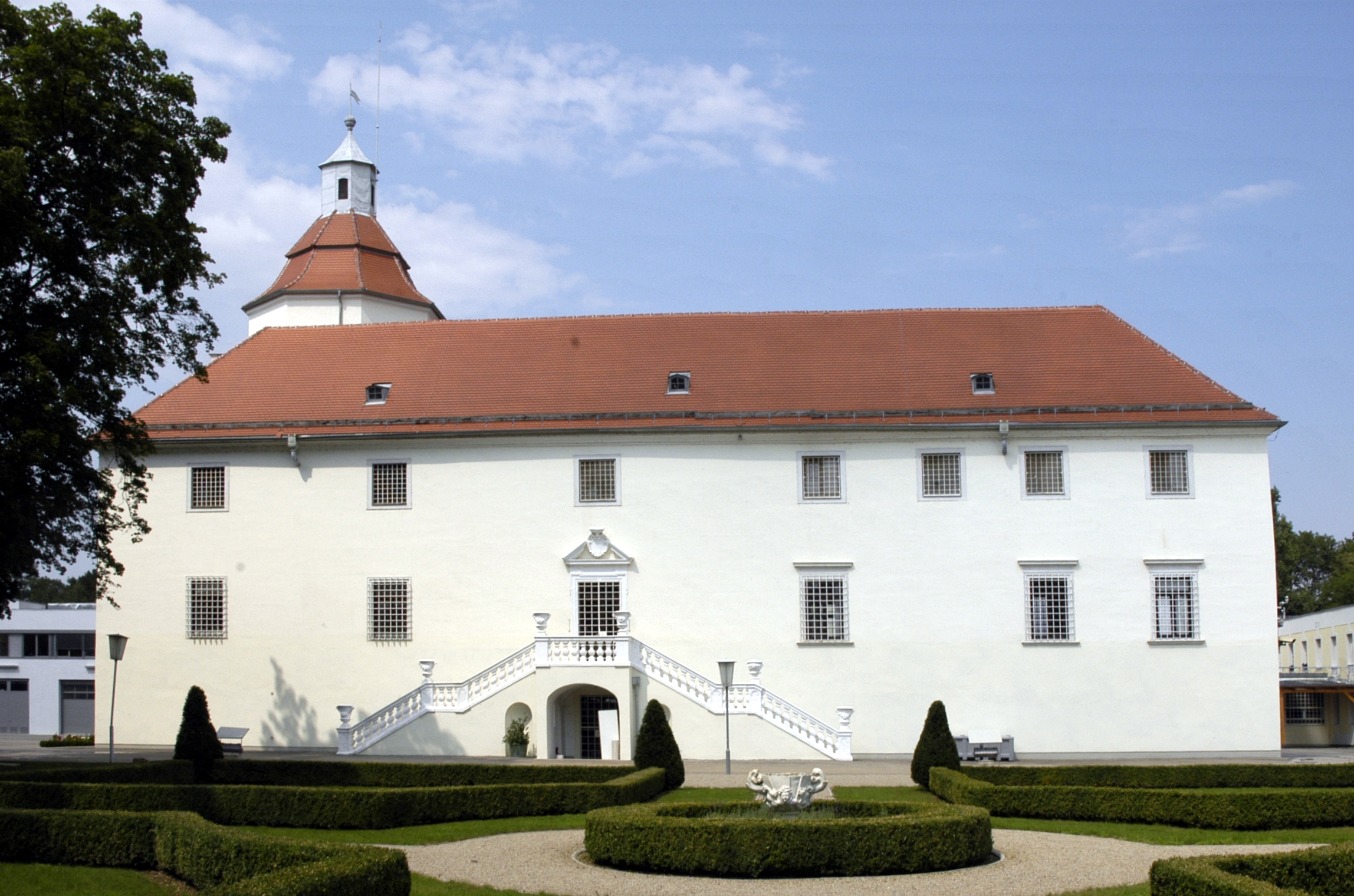
Südfassade vom Barockgarten aus gesehen

Wolf Georg Freiherr von Gilleis ließ die Wasserburg um 1600 im Stil der Spätrenaissance zum Vierflügelbau ausbauen. Sie erhielt damit ihr heutiges Aussehen und ist inschriftlich mit 1596 bezeichnet.
Unter den protestantischen Gilleis entwickelte sich Hollabrunn zu einem Zentrum des Vieh- und Weinhandels. Erst im Jahre 1620 wechselte Ernst Wolfgang Freiherr von Gilleis zum Katholizismus, wodurch er die Herrschaft halten konnte. Während des Dreißigjährigen Krieges wurde Sonnberg zunächst von Graf Matthias von Thurn und im Jahre 1645 von den Schweden erobert. Ein wirtschaftlicher Zusammenbruch war die Folge. Isabella von Gilleis verkaufte den heruntergekommenen Besitz im Jahre 1663 an Gundaker Graf Dietrichstein.
Graf Dietrichstein war Minister, Diplomat und Obersthofstallmeister unter Kaiser Leopold I. und wurde im Jahre 1684 in den Reichsfürstenstand erhoben. Unter den Dietrichstein war Sonnberg Verwaltungssitz für ihre Güter Groß (Gemeinde Hollabrunn), Merkenstein, Spitz, Schwallenbach, Arbesbach und Sitzendorf.
Bis zum Jahre 1864 blieb Sonnberg im Besitz der Familie Dietrichstein, dann wurde die Herrschaft an Carl Graf Schönborn-Buchheim verkauft, der das Schloss adaptierte. Da er selbst im nahe gelegenen Schloss Göllersdorf (heute Justizanstalt) residierte, vermietete er das Schloss.
Prinzessin Friederike zu Lippe-Biesterfeld, eine geborene Gräfin Schönborn, verkaufte den Besitz im Jahre 1934 an Erzherzog Anton Habsburg-Lothringen, der es gemeinsam mit seiner Ehefrau Ileana bewohnte. Als begeisterter Flieger ließ er neben dem Schloss einen Privatflugplatz anlegen. Während des Zweiten Weltkriegs diente Anton Habsburg-Lothringen bis Ende 1944 in der deutschen Wehrmacht als Flieger und war im Gegensatz zu fast allen anderen Mitgliedern des Hauses Habsburg-Lothringen ein Anhänger des Nationalsozialismus. Das führte dazu, dass das Schloss im Zweiten Weltkrieg als Lazarett verwendet und nach Kriegsende von den Soldaten der sowjetischen Besatzungsmacht völlig devastiert wurde.
Nach Abzug der Besatzungssoldaten im Jahre 1955 wurde Schloss Sonnberg vom Erzherzog an die Justizverwaltung der Republik Österreich verkauft, die auf dem Gelände eine moderne Strafvollzugsanstalt einrichtete.
Das Schloss selbst dient als Verwaltungsgebäude der Anstalt und wurde in den Jahren 1963/65 und 1971/73 restauriert.

## Baubeschreibung

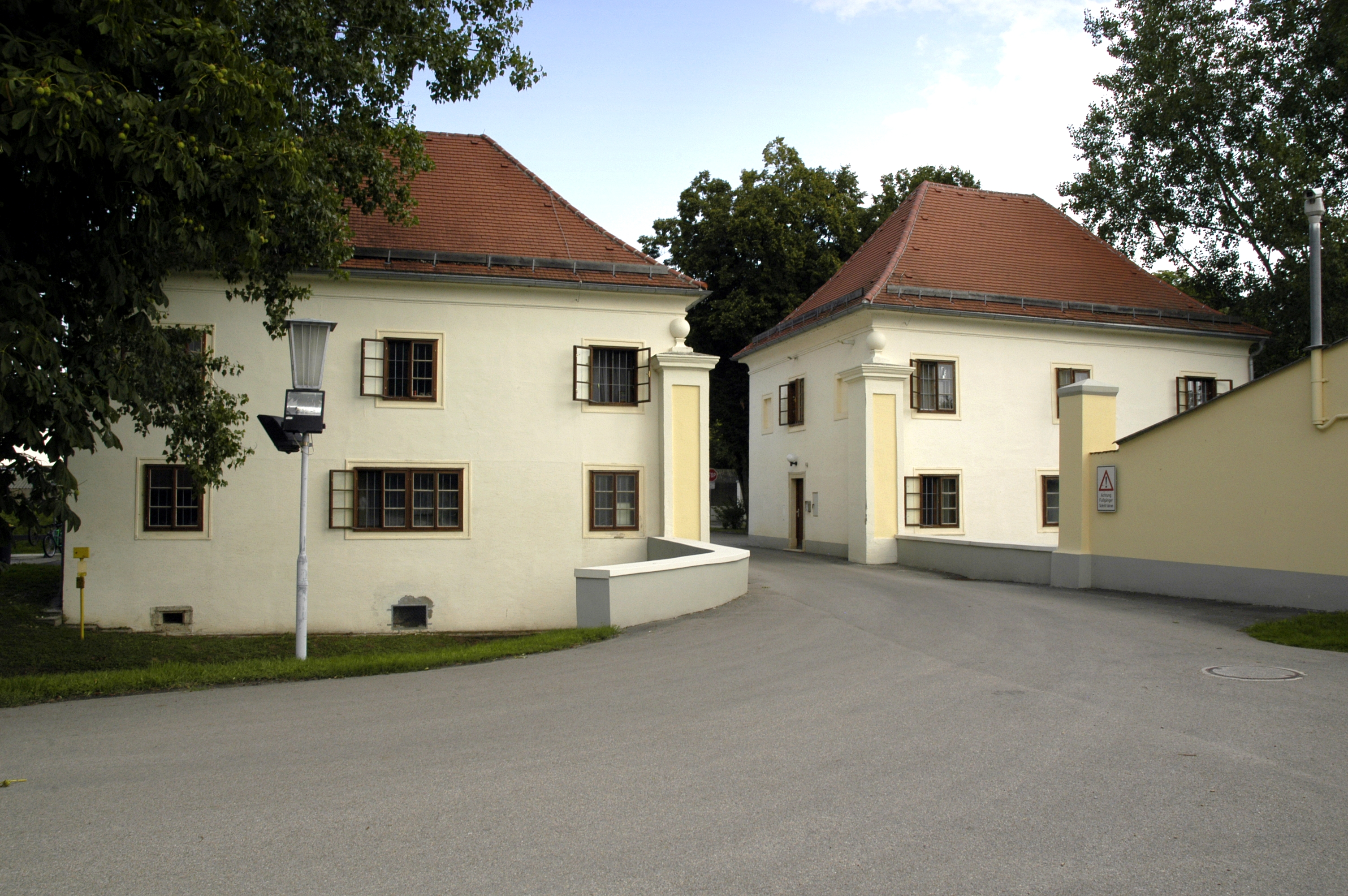
Die beiden Pförtnerhäuschen an der Schlosszufahrt

Das Schloss liegt inmitten der Sicherungsanlagen der Strafvollzugsanstalt hinter hohen Umfassungsmauern und ist von außen kaum sichtbar. Die Schlosszufahrt flankieren zwei quadratische Pförtnerhäuschen aus dem Ende des 17. Jahrhunderts, die ebenso wie das Schloss unter Denkmalschutz stehen. Es sind zweigeschoßige symmetrisch angeordnete Stöcklbauten mit Walmdächern, die durch kugelbekrönte Torpfeiler verbunden sind.
Dahinter liegt die 800 Meter lange Umfassungsmauer der Strafvollzugsanstalt mit den Sicherungsanlagen (Personen- und Fahrzeugschleuse) gefolgt von einer Brücke über den Wassergraben der ehemaligen Burg mit einer Statue des hl. Johannes Nepomuk, die den Zugang zum Schlossareal bildet.
Der dreigeschoßige nahezu quadratische Vierflügelbau des Schlosses mit genuteten Fenstergewänden ist von Ziegelwalmdächern gedeckt. Umbauten der Renaissance- (1560/63) und Barockzeit (1730/35) bestimmen sein heutiges Aussehen.
Im Westtrakt erhebt sich ein um ein viertes Geschoß erhöhter über 17 Meter hoher Torturm, der über einer abschließenden Aussichtsterrasse mit Balustraden durch ein oktogonales Aufsatzgeschoß mit wuchtiger Glockenhaube und abschließender Laterne bekrönt ist. Der Turm geht in seinem Mauerwerk noch auf den Bergfried der ehemaligen Wasserburg aus dem 13. Jahrhundert zurück. In der Turmachse befindet sich ein rundbogiges Pilasterportal mit abschließendem Triglyphenfries. Das Fries trägt das Wappen der Gilleis und ist mit „1596“ bezeichnet. Über dem Fenster im ersten Obergeschoß befindet sich eine Wappenkartusche mit dem Wappen der Schönborn.

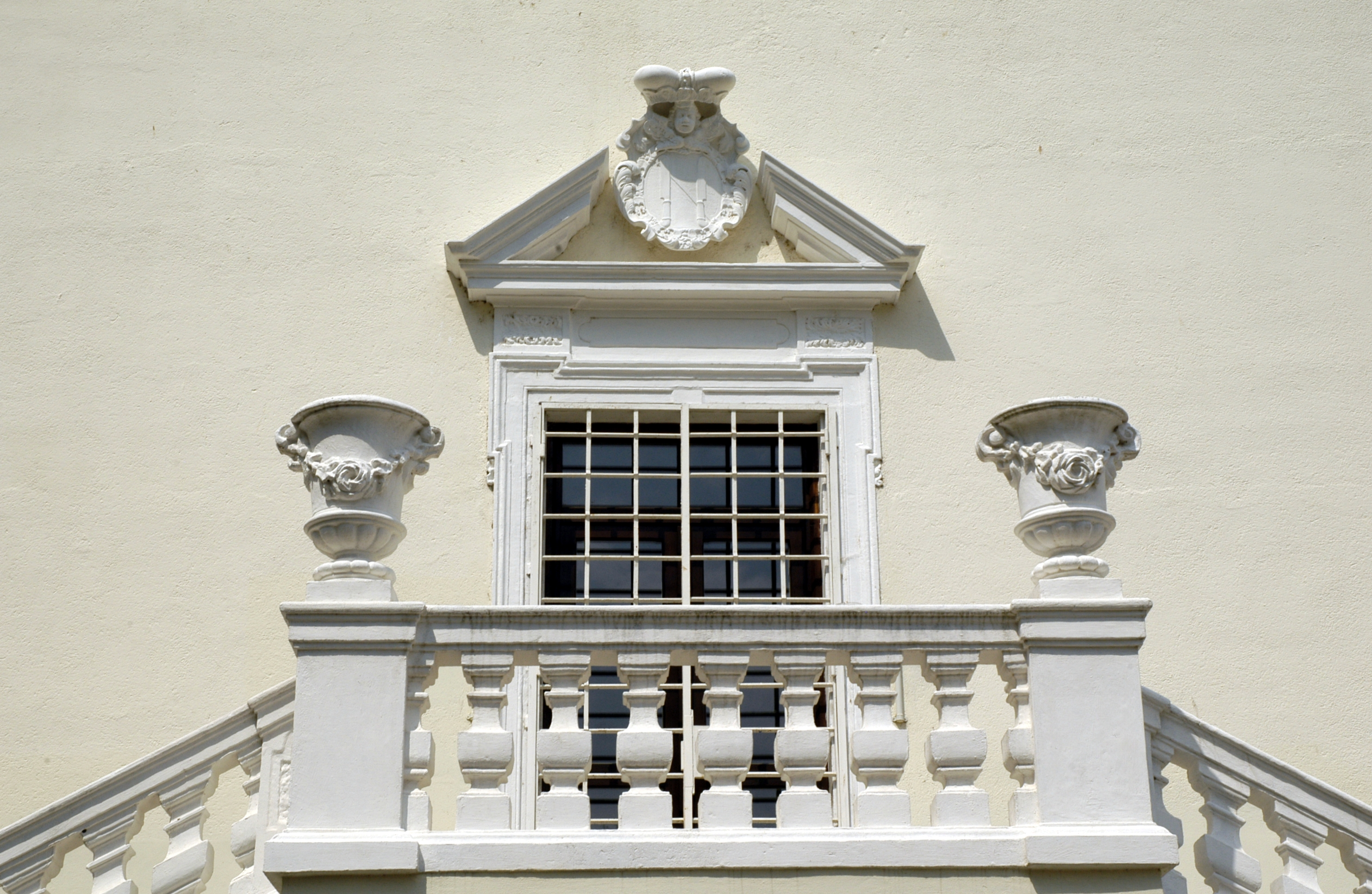
Freitreppe an der Südfassade mit Saalportal und Wappen der Dietrichstein im Portalgiebel

Die Südfront dominiert ein ehemaliger Altan, welcher durch eine spätbarocke Freitreppe mit Vasenaufsätzen im 18. Jahrhundert überbaut wurde. Im ersten Obergeschoß befindet sich ein architraviertes Saalportal mit dreieckigem Sprenggiebel aus dem 17. Jahrhundert und eingefügter Wappenkartusche der Fürsten Dietrichstein aus der Zeit um 1690.
Vor der Südfront des Schlosses erstreckt sich ein Barockgarten mit einigen barocken Steinplastiken.
Der im 17. Jahrhundert geschlossene Hof wies ursprünglich ost- und westseitig in allen Geschoßen offene Arkadengänge auf, die am Ende des 17. Jahrhunderts vermauert wurden. Die Saalfenster im ersten Obergeschoß der südlichen Hoffassade weisen reichere Gewände auf als die übrigen Fenster. Auch hier findet sich eine mit 1690 bezeichnete Wappenkartusche der Dietrichstein. In einer Nische der westlichen Hoffassade steht auf einem Sockel eine spätbarocke Cäsarenbüste.

## Ausstattung

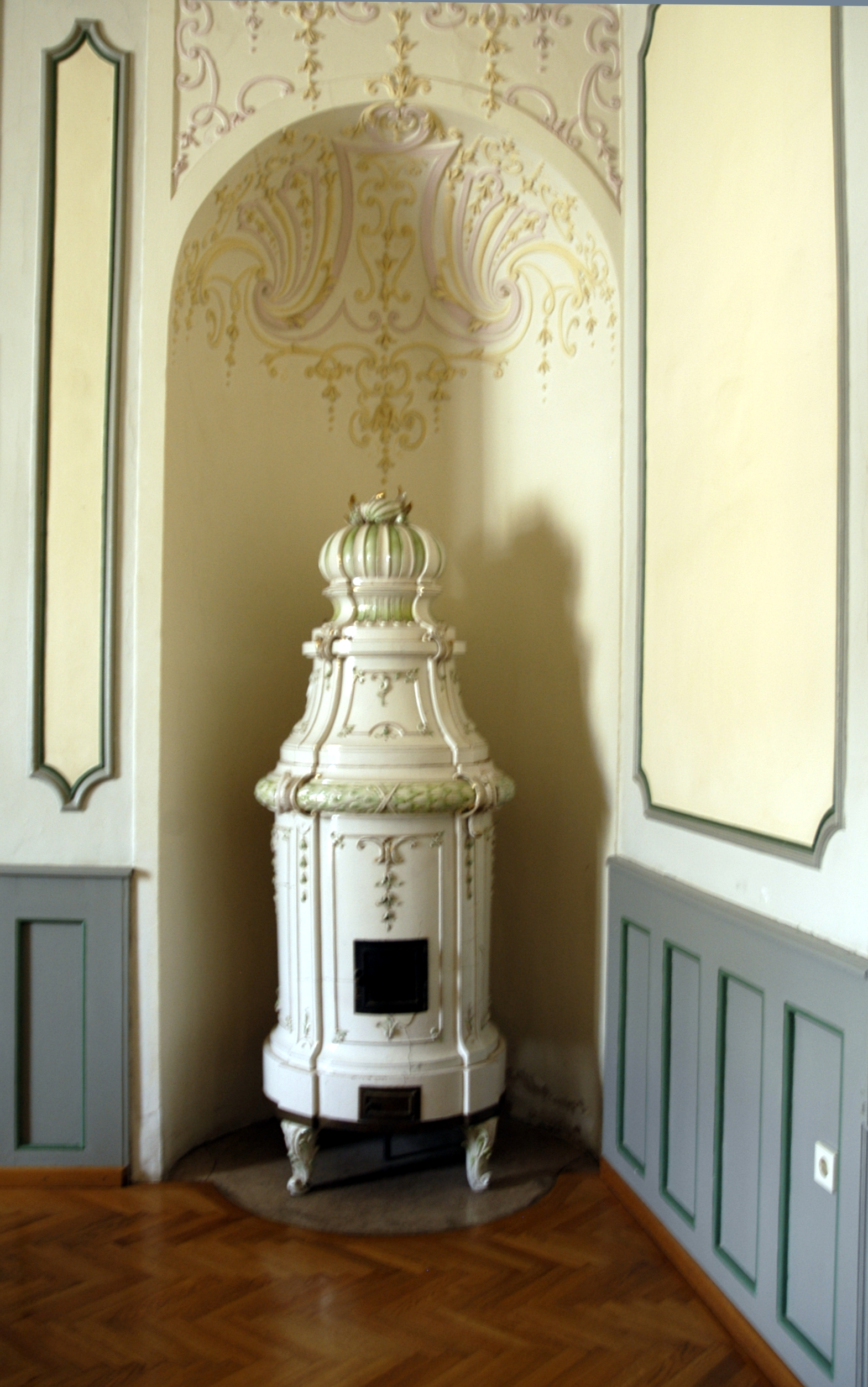
Kachelofen aus der Barockzeit

Die Innenräume sind häufig durch Stichkappentonnen und Kreuzgratgewölbe aus der Zeit um das Jahr 1600 gedeckt. Die Ausstattung des Schlosses beschränkt sich weitgehend auf wandfeste Teile, weil das Inventar nach 1945 völlig ausgeplündert wurde.
In einem spätbarocken Salon des südlichen Traktes ist an einer gekehlten Flachdecke mit Laubwerkstuck aus der Zeit um das Jahr 1700 ein ovales Mittelbild erhalten, das Diana und Aktäon sowie Blumenstillleben in den Eckmedaillons zeigt. In den stuckierten Fenstergewänden befinden sich Medaillons mit Jagdstillleben, Stuckrahmen deuten auf ehemalige Wandbilder hin. Die geschnitzten Portale dieses Salons haben Supraporten mit Stillleben aus dem dritten Viertel des 18. Jahrhunderts. Ein spätbarocker Marmorkamin ergänzt die Ausstattung.
Ein Saal dieses Gebäudetraktes ist mit einer kassettierten Renaissance-Holzdecke und einem ebensolchen Steinkamin mit Karyatiden ausgestattet.
Im östlichen Gebäudetrakt befindet sich ein weiterer spätbarocker Salon mit Bandlwerkstuck an der Flachdecke und einem Ofen in einer Nische aus der Zeit um das Jahr 1730/40.
In einem Saal des westlichen Traktes gibt es eine später übertünchte und mit Engelsköpfen verzierte Kassettendecke sowie zwei reich ornamentierte Holzportale aus dem Anfang des 17. Jahrhunderts.
In einem anderen Raum ist ein hoher Kachelofen aus der Barockzeit erhalten.
In der Mitte des Innenhofes befindet sich eine kapitellförmige Renaissance-Brunnenschale mit gotisierenden Blendbögen und Wappen, wahrscheinlich aus dem 16. Jahrhundert.